# لیگ فوتبال استان آذربایجان غربی
لیگ استان آذربایجان غربی بالاترین سطح فوتبال در استان آذربایجان غربی می‌باشد که در ششمین سطح از فوتبال ایران و بعد از لیگ دسته چهارم فوتبال ایران قرار دارد. قهرمان این جام به مسابقات کشوری لیگ دسته چهارم فوتبال ایران راه می‌یابد و جواز حضور در جام حذفی را کسب می‌کند.
این مسابقات بخشی از برنامه ویژن آسیا است.
۱۴۰۲تیم‌های بخش جنوب
یاران پیرانشهر
اتحاد محمدیار
شاهو مهاباد
کارگران میندوآب
بوکان جوان
منتخب سردشت
پرسپولیس حاجی خوش مهاباد

## نحوه برگزاری
مسابقات در یک مرحله و بین ۱۰ تیم برگزار می‌شود. قهرمان لیگ به لیگ دسته چهارم فوتبال ایران صعود می‌کنداین مسابقات هر سال توسط هیئت فوتبال استان آذربایجان غربی برگزار می‌شود.

## فصل ۹۷–۱۳۹۸
تیم‌های حاضر
- باشگاه فوتبال نود ارومیه
- پرسپولیس حاجی خوش مهاباد
- یاران پیرانشهر
- شهرداری گوگ تپه مهاباد
- شهرداری محمدیار
- فرهنگسرای نوشان اورمیه
- کارگران میاندواب
- گیله شین اشنویه
- نوژین بهار اورمیه
- هیئت فوتبال شوط
- یاریزان داشبند

## قهرمانان
| فصل       | قهرمان        | توضیحات               |
| --------- | ------------- | --------------------- |
| ۱۳۹۰–۹۱   | ؟             | صعود به لیگ دسته سه   |
| ۱۳۹۱–۹۲   | ؟             | صعود به لیگ دسته سه   |
| ۱۳۹۲–۹۳   | ؟             | صعود به لیگ دسته سه   |
| ۱۳۹۳–۹۴   | ؟             | صعود به لیگ دسته سه   |
| ۱۳۹۴–۹۵   | ؟             | صعود به لیگ دسته سه   |
| ۱۳۹۵–۹۶   | کاویان نقده   | صعود به لیگ دسته سه   |
| ۱۳۹۶–۹۷   | مکریان مهاباد | صعود به لیگ دسته سه   |
| ۱۳۹۷–۹۸   | نودارومیه     | صعود به لیگ دسته سه   |
| ۱۳۹۸–۹۹   | ...           | صعود به لیگ دسته سه   |
| 1403-1404 | شاهو مهاباد   | صعود به لیگ دسته چهار |